# Єврейський цвинтар (Глухів)
51°39′58″ пн. ш. 33°54′42″ сх. д. / 51.666122222222° пн. ш. 33.911719444444° сх. д.
Єврейський цвинтар — цвинтар у Глухові в Сумській області України.

## Короткий опис
Єдиний єврейський цвинтар у Глухові має понад 300-літню історію. Це найбільший зі збережених єврейських цвинтарів на території Сумської області.
На цвинтарі було виявлено більше ніж тисячу поховань євреїв XIX-XX століть. Сюди було перенесено деякі з давніх поховань із села Уланове.
Німці під час Другої світової війни хотіли знищити цвинтар та розбомбили його центральну частину, проте цвинтар залишився .

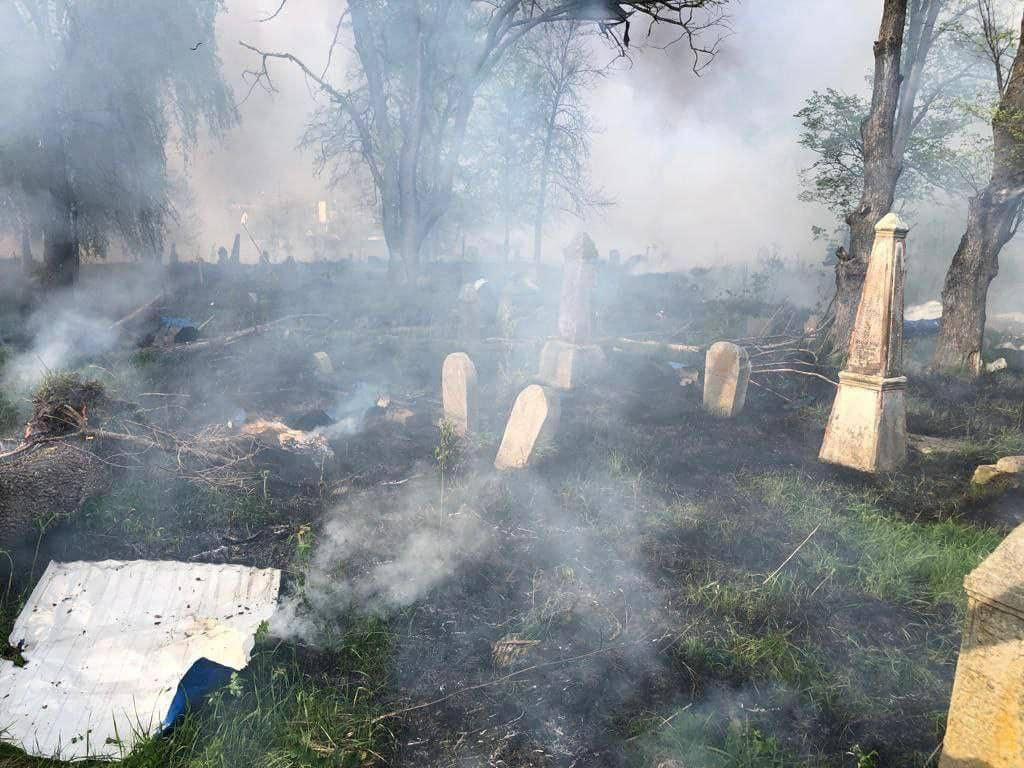
Після російського обстрілу 8 травня 2022 року

У День пам'яті та примирення 2022 року російські війська теж обстріляли цвинтар. Внаслідок обстрілу російськими військами частина могил була зруйнована деревами, що попадали, та закидана уламками дахів сусідніх будівель.

## Меморіали
На цвинтарі також розташовано два меморіали:
- Меморіал на місці братської могили розстріляних нацистами місцевих євреїв;
- Меморіал жертвам єврейського концтабору.

## Відомі поховання
Тут похований єврейський письменник і педагог Лазар Цвейфель (1815—1888). Внаслідок російського обстрілу його могила обгоріла.
Тут збереглися пам'ятники вбитим при Денікінському терорі в 1919 році З. П. Лучинському, а також Ноні та Муні Пружанським. Пам'ятник М. Е. Милославському, могила актора А. Равіковича, могили лікарів З. А. Бравермана та Я. А. Шнейдермана .
7 червня 2020 року на цвинтарі було виявлено братську могилу жертв погрому 22 — 23 лютого 1918 року (коли вбили близько 500 євреїв), серед яких два праведники.

## Галерея

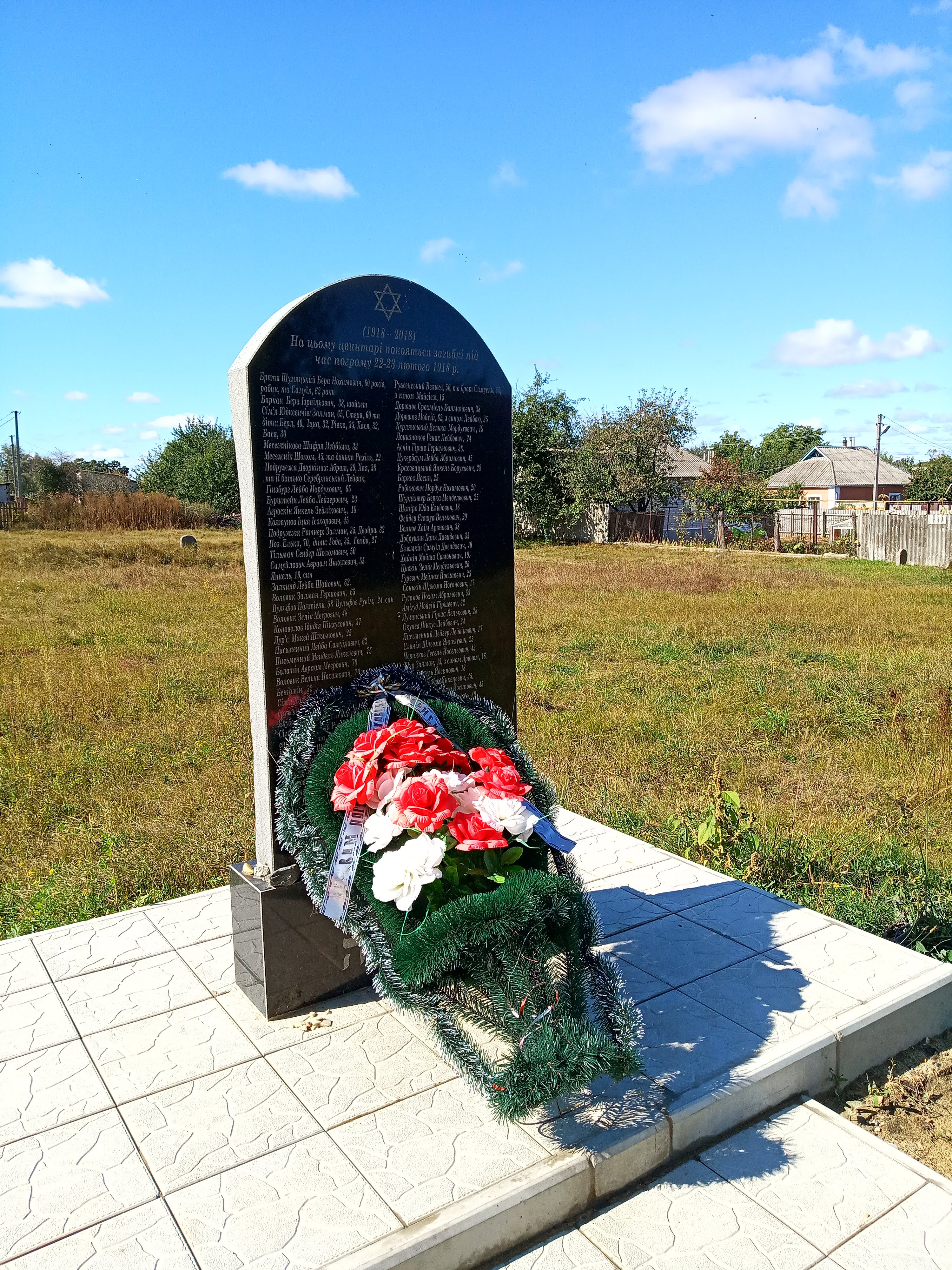
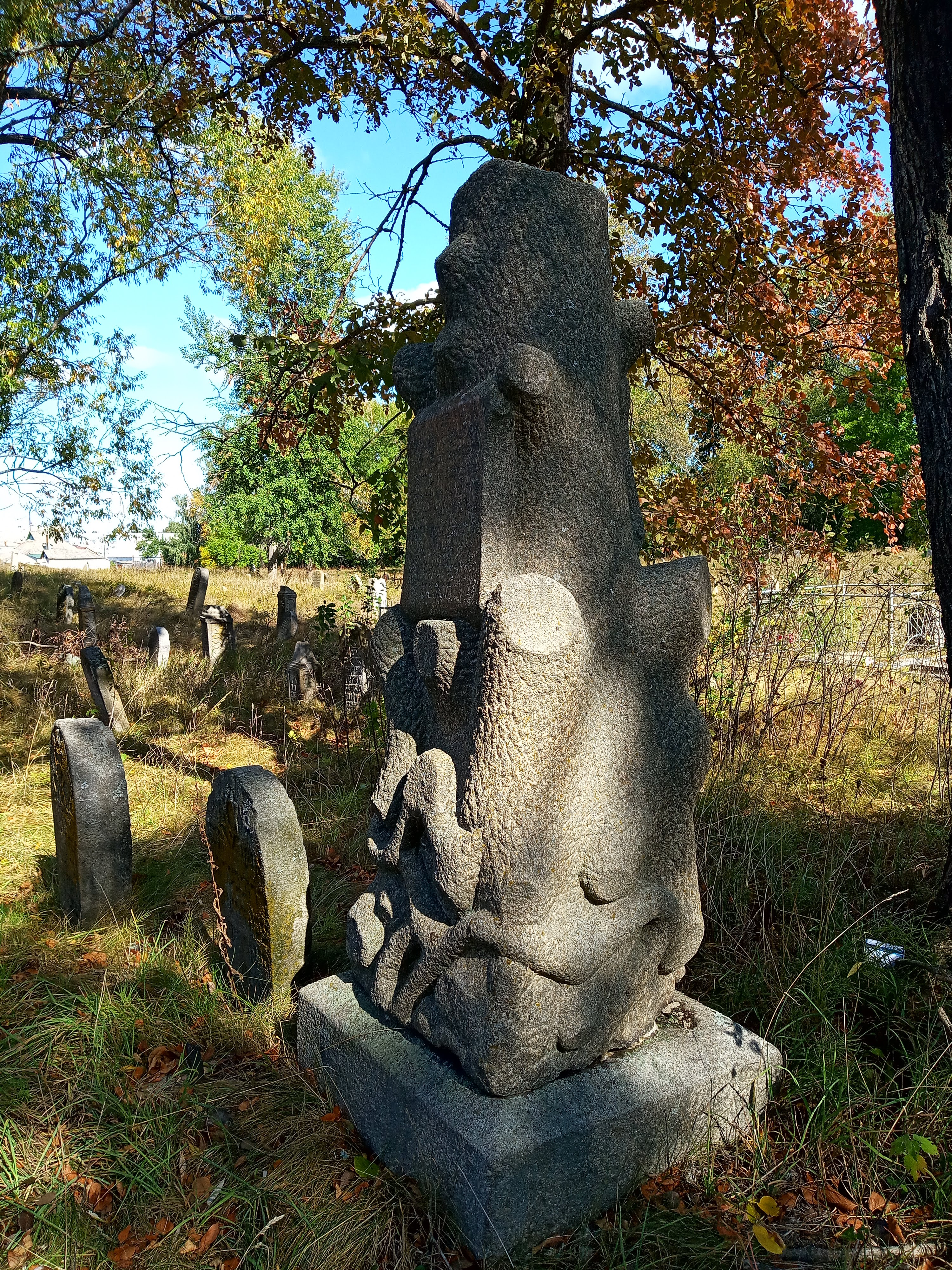
Гранітний монумент у вигляді Дерева Плачу (стовбур) з відрубаними гілками) на могилі Абрама Ісааковича Русакова (1836-1901)
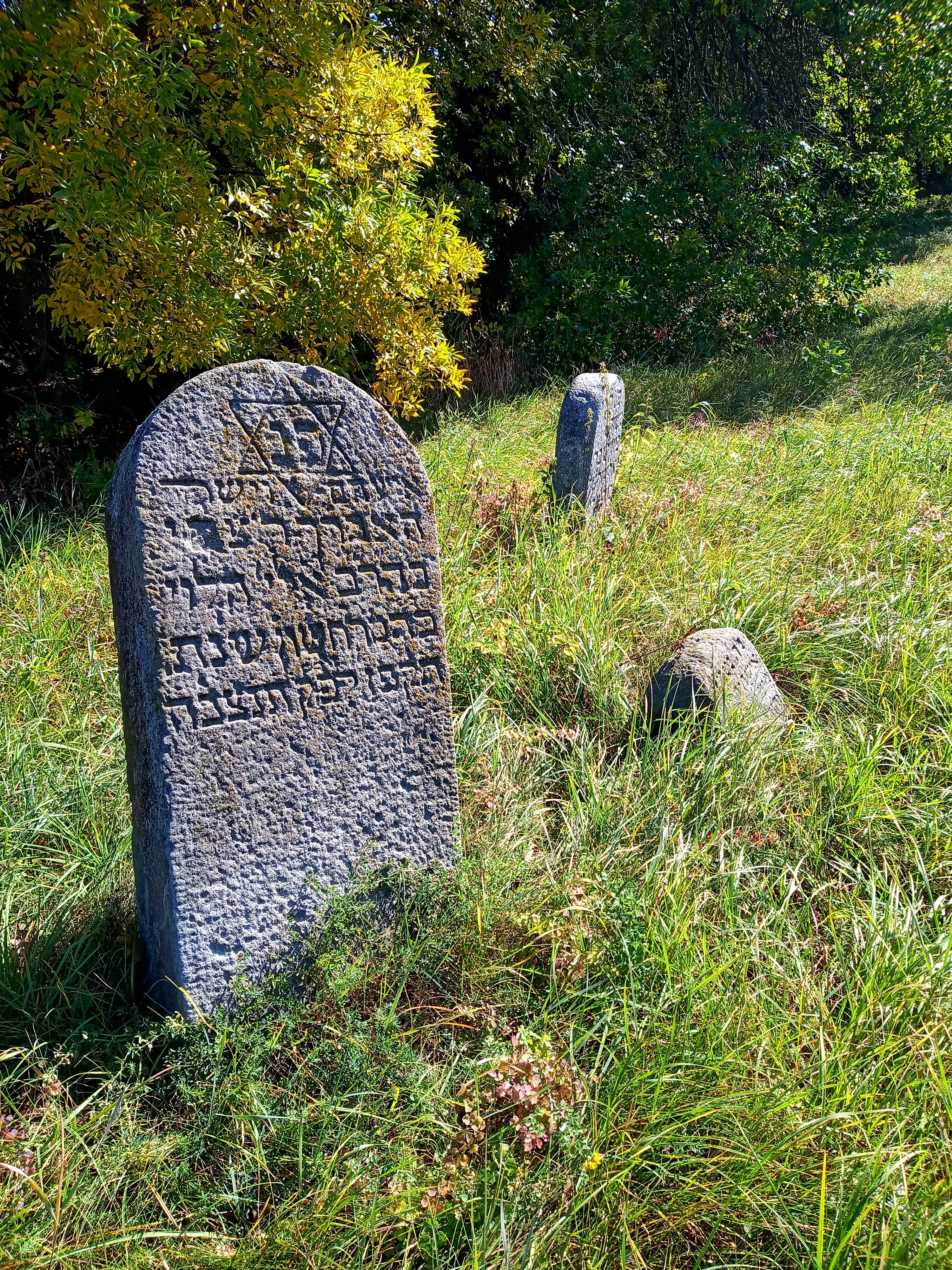
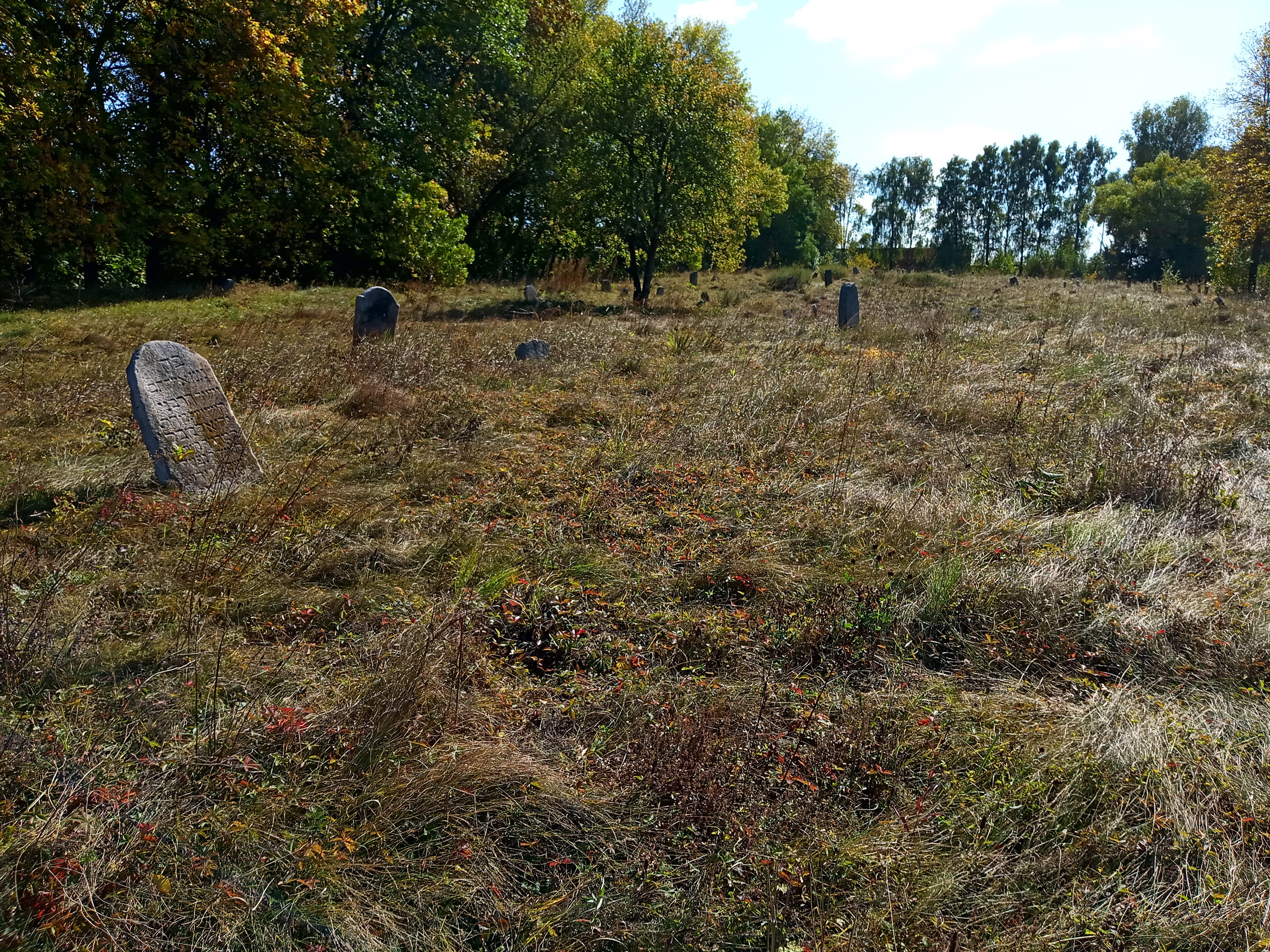
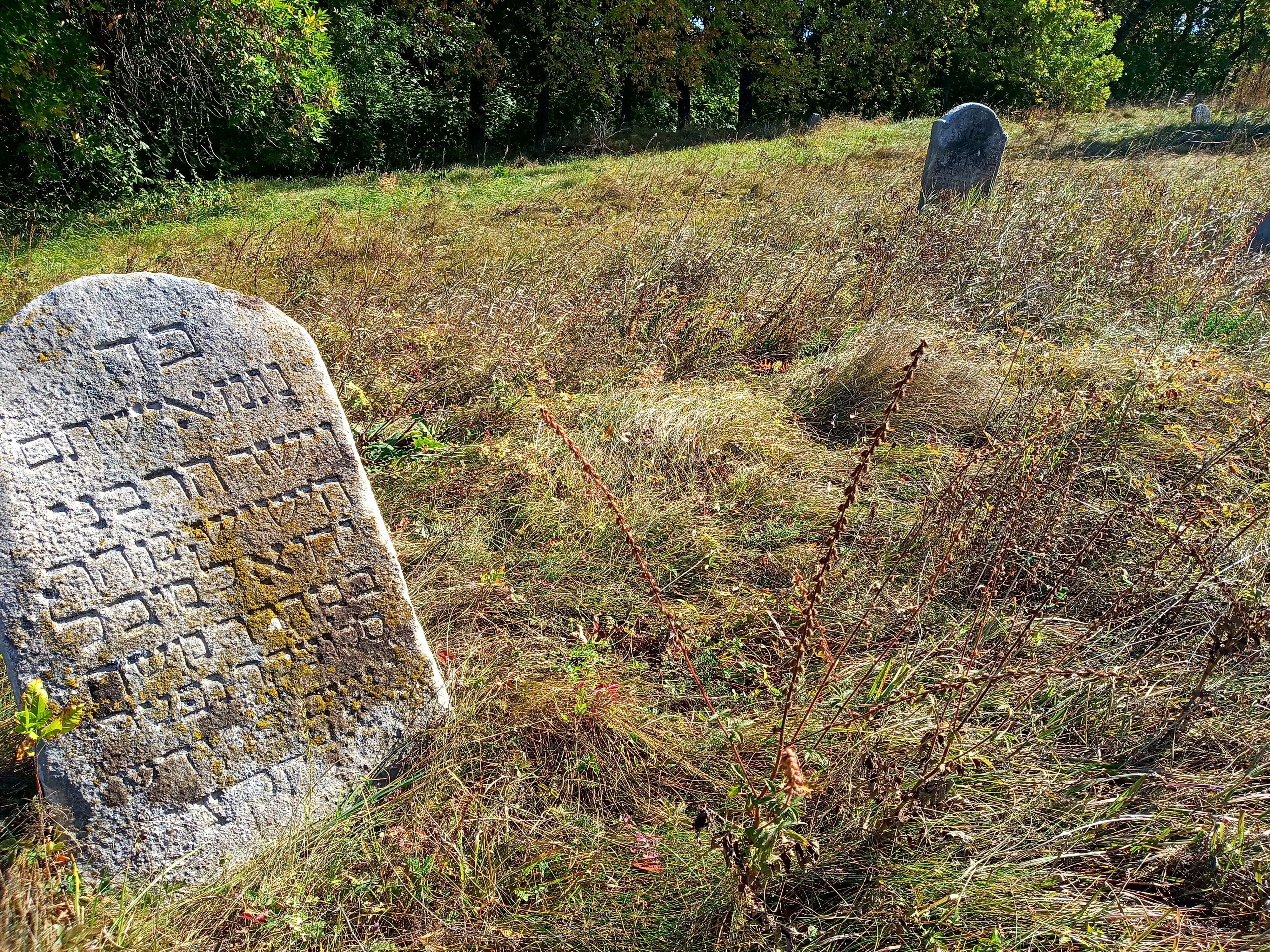